# Peter Chung Soon-taek
Peter Chung Soon-taek (정순택 베드로?; Daegu, 5 agosto 1961) è un arcivescovo cattolico sudcoreano, dal 28 ottobre 2021 arcivescovo metropolita di Seul ed amministratore apostolico di Pyongyang.

## Biografia
Peter Chung Soon-taek è nato il 5 agosto 1961 a Taegu, provincia del Gyeongsang Settentrionale (oggi città metropolitana indipendente) e vicariato apostolico di Daegu (oggi arcidiocesi metropolitana), nella Repubblica di Corea.

### Formazione e ministero sacerdotale
Dopo aver ricevuto l'istruzione primaria e quella secondaria, ottenendo il diploma, nel 1980 si è iscritto alla Facoltà di ingegneria chimica presso il College of Engineering dell'Università Nazionale di Seul, conseguendo la laurea quattro anni dopo. Nel 1984, sentendo maturare la vocazione al sacerdozio, si è iscritto all'Università Cattolica di Seul ed al seminario maggiore dell'arcidiocesi per gli studi in filosofia e teologia; intanto, nel maggio 1986 è entrato nell'Ordine dei carmelitani scalzi. Ha emesso la professione solenne il 25 gennaio 1992, completando gli studi nel mese di giugno, ed ha poi ricevuto l'ordinazione sacerdotale il 16 luglio successivo, all'età di trent'anni.
Poco dopo l'ordinazione, nel 1993 è divenuto maestro dei novizi per un triennio, finché nel 1996 è stato promosso maestro degli studenti per la sede della congregazione a Seul, ricoprendo l'incarico fino al 1999. Nel 2000 si è trasferito a Roma, in Italia, per studiare Sacre scritture al Pontificio Istituto Biblico, dove ha conseguito la licenza nel 2004. Rientrato in patria, nel 2005 è stato nominato definitore dei carmelitani scalzi per la provincia di Corea, con sede ad Incheon, mentre nel 2008 è divenuto primo definitore della medesima provincia a Gwangju. Nel 2009 è stato eletto definitore generale dell'ordine, incaricato per la regione di Estremo Oriente ed Oceania, a Roma; ha ricoperto tale ufficio fino alla promozione all'episcopato.

### Ministero episcopale

#### Vescovo ausiliare di Seul
Il 30 dicembre 2013 papa Francesco lo ha nominato, cinquantaduenne, vescovo ausiliare di Seul, assegnandogli contestualmente la sede titolare di Tamazuca. Ha ricevuto la consacrazione episcopale il 5 febbraio 2014, nell'Olympic Gymnastics Arena di Seul, per imposizione delle mani di Andrew Yeom Soo-jung, arcivescovo metropolita di Seul e futuro cardinale, assistito dai co-consacranti Basil Cho Kyu-man, vescovo titolare di Elefantaria di Proconsolare ed ausiliare di Seul, e Linus Lee Seong-hyo, vescovo titolare di Torre di Tamalleno ed ausiliare di Suwon; assieme a lui, è stato ordinato anche l'altro ausiliare Timothy Yu Gyoung-chon. Come suo motto episcopale ha scelto 하느님 아버지, 어머니 교회, che tradotto vuol dire "Dio padre, madre Chiesa".
Il 18 febbraio successivo gli è stato affidato il settore ovest dell'arcidiocesi, così come la responsabilità degli ordini religiosi e della pastorale giovanile. In ambito della Conferenza dei vescovi cattolici di Corea, il 30 ottobre è stato eletto presidente della Commissione per la pastorale giovanile e di quella per la pastorale missionaria.
Il 9 marzo 2015 si è recato in Vaticano, assieme agli altri membri dell'episcopato sudcoreano, per la visita ad limina apostolorum, allo scopo di discutere con il pontefice della situazione e dei problemi relativi alla zona pastorale affidatagli nell'arcidiocesi.
Il 1º giugno 2016 è stato nominato presidente dell'Istituto di ricerca sulla storia della Chiesa in Corea, presiedendo inoltre il Comitato per l'esaltazione dei martiri ed il Comitato preparatorio per le beatificazioni nell'arcidiocesi.
Nel 2018 la Conferenza episcopale coreana lo ha eletto per prendere parte alla XV assemblea generale ordinaria del Sinodo dei vescovi, svoltasi dal 3 al 28 ottobre successivi nella Città del Vaticano, con tema I giovani, la fede e il discernimento vocazionale.
Il 1º gennaio 2020 è stato eletto membro del Comitato teologico della Federazione delle conferenze episcopali dell'Asia.

#### Arcivescovo metropolita di Seul

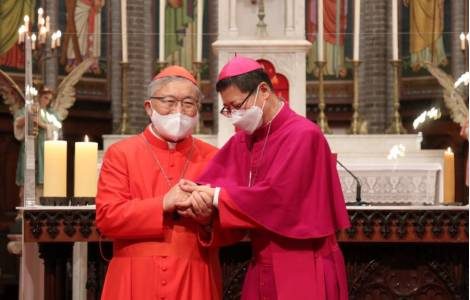
Mons. Chung Soon-taek (a destra) subito dopo l'annuncio della sua nomina ad arcivescovo di Seul.

Il 28 ottobre 2021 papa Francesco lo ha promosso, sessantenne, arcivescovo metropolita di Seul; è succeduto al settantasettenne cardinale Andrew Yeom Soo-jung, dimissionario per raggiunti limiti d'età dopo nove anni di governo pastorale. Al contempo è divenuto anche amministratore apostolico sede vacante di Pyongyang, nella Corea del Nord. Ha preso possesso dell'arcidiocesi l'8 dicembre successivo.

## Genealogia episcopale e successione apostolica
La genealogia episcopale è:
- Cardinale Scipione Rebiba
- Cardinale Giulio Antonio Santori
- Cardinale Girolamo Bernerio, O.P.
- Arcivescovo Galeazzo Sanvitale
- Cardinale Ludovico Ludovisi
- Cardinale Luigi Caetani
- Cardinale Ulderico Carpegna
- Cardinale Paluzzo Paluzzi Altieri degli Albertoni
- Papa Benedetto XIII
- Papa Benedetto XIV
- Papa Clemente XIII
- Cardinale Marcantonio Colonna
- Cardinale Giacinto Sigismondo Gerdil, B.
- Cardinale Giulio Maria della Somaglia
- Cardinale Carlo Odescalchi, S.I.
- Vescovo Eugène de Mazenod, O.M.I.
- Cardinale Joseph Hippolyte Guibert, O.M.I.
- Cardinale François-Marie-Benjamin Richard
- Arcivescovo Gustave Mutel, M.E.P.
- Vescovo Adrien-Joseph Larribeau, M.E.P.
- Arcivescovo Paul Kinam Ro
- Cardinale Nicholas Cheong Jin-suk
- Cardinale Andrew Yeom Soo-jung
- Arcivescovo Peter Chung Soon-taek, O.C.D.

La successione apostolica è:
- Vescovo Paul Kyung Sang Lee (2024)